# Argyria polyniphas
Argyria polyniphas là một loài bướm đêm trong họ Crambidae.